# Causse de Sauveterre

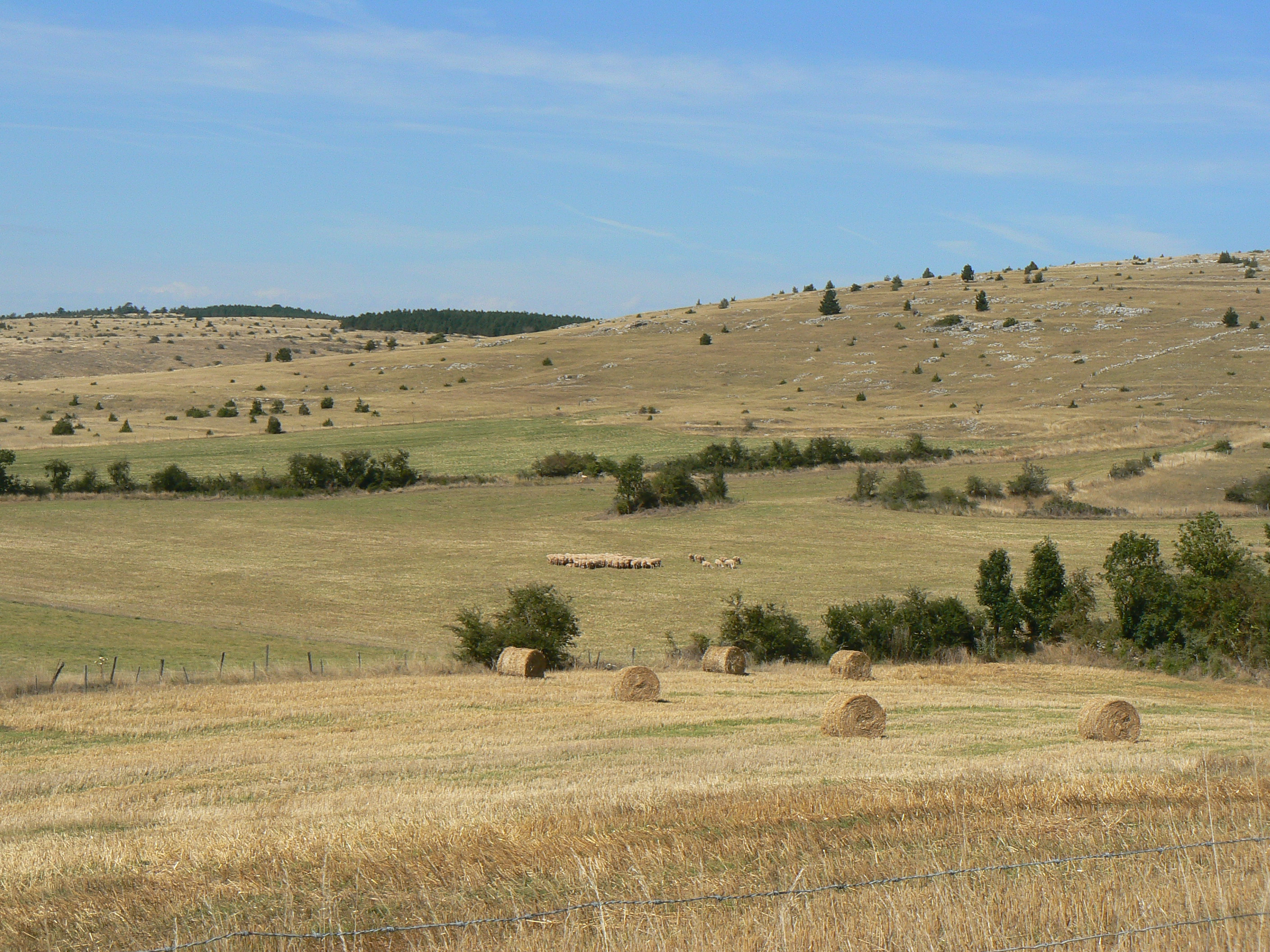
Typische Landschaftsform der Causses

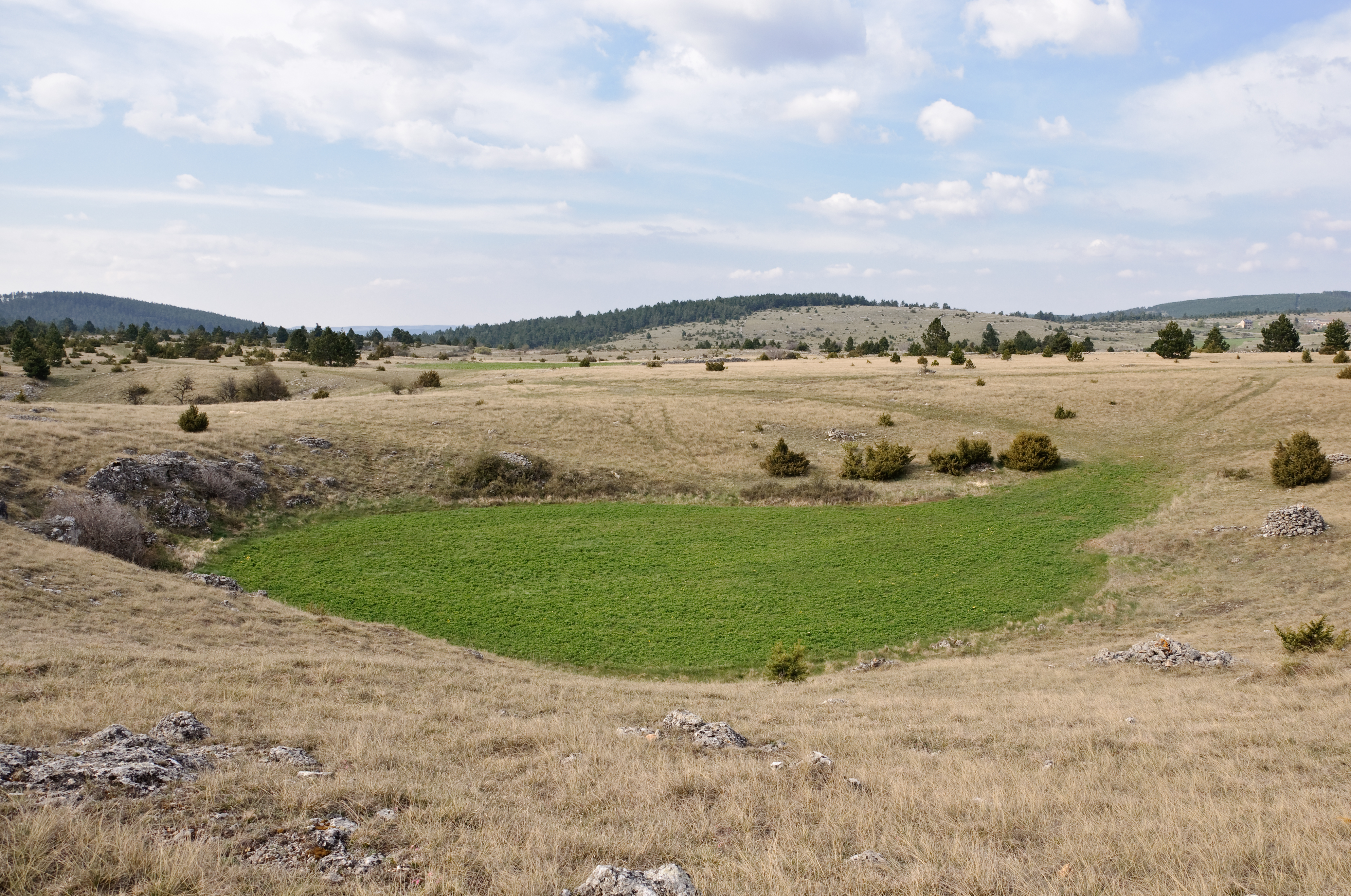
Doline

Der Causse de Sauveterre gehört zu den großen Causses (Kalkstein-Hochebenen) auf 700 bis 1200 m Höhe im französischen Zentralmassiv. Diese umfassen ein Gebiet von ca. 600 km² im Département Lozère.

## Geographie
Der Causse de Sauveterre wird im Norden vom Fluss Lot und im Süden vom Fluss Tarn begrenzt.

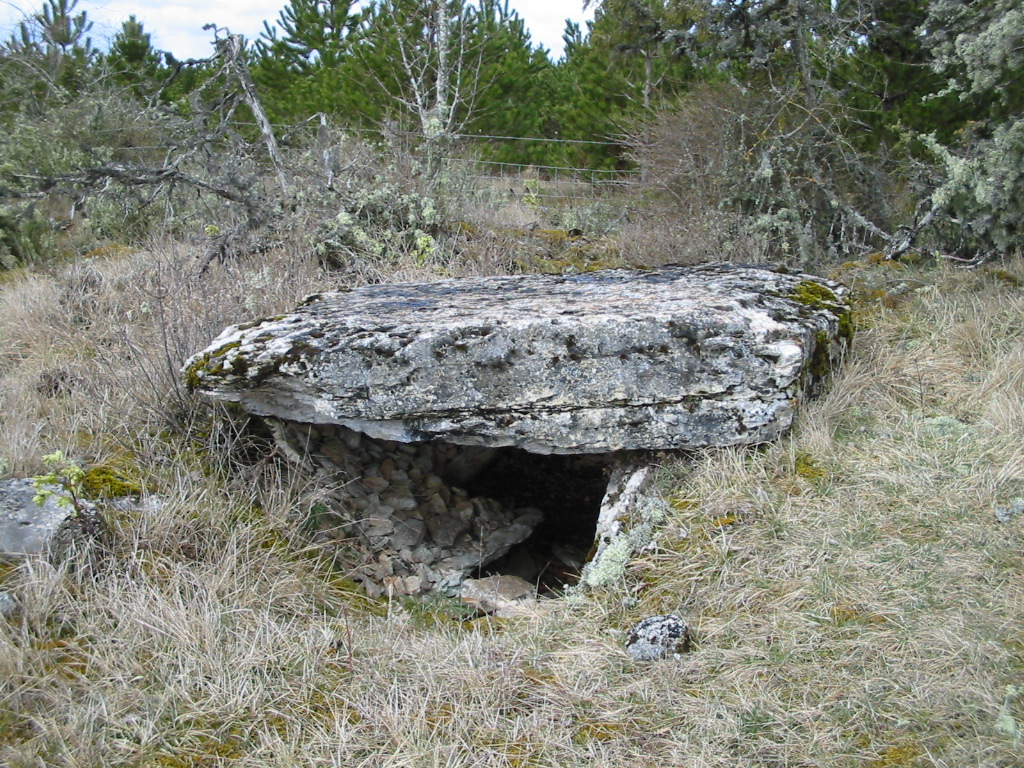
Dolmen de Bramonas

Der Dolmen Aire des trois Seigneurs, der Dolmen de la Baraque de l’Estrade und der Dolmen von Bramonas sind Megalithanlagen auf dem Causse de Sauveterre.